# Andy Hug
Andreas "Andy" Hug (n. 7 septembrie 1964, Zürich, cantonul Zürich, Elveția – d. 24 august 2000, Bunkyō, Tōkyō, Japonia) a fost un karateka și kickboxer elvețian care a concurat în divizia grea. Considerat a fi unul dintre cei mai mari kickboxeri grei din toate timpurile, împreună cu Mirko Cro Cop, Peter Aerts, Remy Bonjasky, Ernesto Hoost, Jérôme Le Banner și Semmy Schilt. Hug a fost renumit pentru capacitatea sa de a executa numeroase tehnici de lovituri rar observate în competiția la nivel înalt și deși el era, de obicei, mai mic decât adversarii săi, situându-se la 1,80 m și cântărind în jur de 98,0 kg (216,1 lb).

## Biografie
Andreas Hug s-a născut la Zürich, în Elveția, pe 7 septembrie 1964. Tatăl său, Arthur, era elvețian de origine franceză și elvețiană și se afla în Legiunea străină franceză. A murit în Thailanda în condiții misterioase, fără a-și vedea vreodată fiul. Mama lui Hug, Madelaine Hug-Baumann, era germană. Era forțată să-și exercite o activitate salariată. Imposibil de a-l îngriji pe Andy, l-a pus imediat la adopție și a petrecut primii trei ani ai vieții sale într-un orfelinat, până când grijile sale au fost preluate de bunicii săi împreună cu fratele său, Charly și sora Fabienne. Bunica lui, Fridy și bunicul, Herrmann Baumann.

## Deces și moștenire
Andy Hug s-a aflat în Elveția la începutul lunii august 2000, când a suferit mai mult de treizeci și nouă de atacuri de febră mare și sângerări severe. El a vizitat un spital pentru teste medicale și examinare, dar medicii nu au găsit nici un semn de boală. În ciuda sfaturilor medicilor și a managerului său, Rene Ernst, Hug a călătorit în Japonia pe 14 august pentru a se antrena înainte de participarea planificată la K-1 World Grand Prix 2000 de la Fukuoka. La 15 august, medicul elvețian personal a găsit o tumoare umflată pe partea stângă a gâtului lui Hug și a declarat că este malignă. El a fost dus de urgenta la spitalul din Nippon Medical School din Bunkyō, Tokyo, pe 19 august, dupa ce a suferit mai multe atacuri febrile. Doctorii au diagnosticat leucemia și au început chimioterapia imediat. Ei, de asemenea, l-au avertizat pe Hug că, din cauza problemelor legate de inimă și de circulație pe care le-a suferit o perioadă de timp, tratamentul cu chimioterapie ar putea, de fapt, să-i afecteze în mod negativ starea. Avertismentele medicilor s-au dovedit adevarate cand, dupa ce au inceput chimioterapia, Hug a suferit hemoragii ale creierului si inflamatia plamanilor (pneumonie) combinata cu febra extrema. Trupul său a arătat toate semnele de leucemie acută: pete purpurie, sângerare în conducta de digestie, hemoragie globulară, sângerare a tractului urinar și sângerare a organelor genitale. În dimineața zilei de 21 august, Seidokaikan și fondatorul K-1, Kazuyoshi Ishii, l-au vizitat pe Hug la spital și Hug ia spus că, dacă ar muri curând, ar vrea să moară în Japonia. Andy a fost în bună stare pe 22 august, uitându-se la televizor, mâncând fără ajutor și vorbind cu Ilona la telefon. În acea zi, el a lansat, de asemenea, următoarea declarație:
| “ | "Dragi fani, Cred că veți fi șocați când veți auzi în ce stare de sănătate sunt. Când medicul mi-a spus despre asta, a fost un șoc enorm chiar și pentru mine. Dar vreau să vă informez despre starea mea de sănătate, astfel încât să pot lupta împreună cu voi împotriva acestei boli. Această boală este cel mai sever adversar al tuturor luptelor mele. Dar voi câștiga. Ca și cum aș sta în ring, voi obține puterea de la voci și voi învinge acest adversar puternic. Din păcate, nu voi putea să lupt la turneu în luna octombrie. Voi lupta împotriva acestei boli în Japonia și într-o zi voi apărea din nou cu voi. Nu pierdeți speranța! Salutări, Andy Hug" - mesajul a fost postat de Hug pentru fanii săi pe Internet pe 22 august 2000, după ce a aflat de boala lui. | ” |

Starea lui s-a înrăutățit la 23 august, deoarece a avut dificultăți de respirație dimineața și după-amiază a căzut într-o comă și a fost plasat pe un sistem de susținere a vieții. În timp ce era în comă, inima lui s-a oprit de trei ori, dar doctorii au reușit să-i recâștige pulsul. Când inima s-a oprit a patra oară pe 24 august, doctorii au decis să nu-l resusciteze, ci să-l lase să se stingă din viață. El a fost declarat mort la ora 4:20 pe data de 24 august 2000, două săptămâni înainte de a împlini treizeci și șase de ani.
Înmormântarea lui Hug a avut loc pe 27 august la Kyoto, unde corpul său a fost incinerat și cenușa s-a depus în cimitirul templului Hoshuin. Opt sute de invitați, printre care Kazuyoshi Ishii, Hajime Kazumi, Akira Masuda, Shokei Matsui, Kenji Midori și președintele elvețian Adolf Ogi, au participat, în timp ce mai mult de doisprezece mii de jurăți s-au adunat în afară. Luptatori de K-1 Francisco Filho, Nobuaki Kakuda și Nicholas Pettas au fost printre purtătorii de paloși.